# Rebecca Grotjahn
Rebecca Grotjahn (* 1961) ist eine deutsche Musikwissenschaftlerin und Professorin an der Universität Paderborn.

## Werdegang
Grotjahn studierte zunächst Musik und Deutsch auf Lehramt, anschließend Gesang sowie Musikwissenschaft und Musikpädagogik. 1997 wurde sie an der Hochschule für Musik, Theater und Medien Hannover mit einer Studie zur Sinfonik im 19. Jahrhundert promoviert, 2004 erfolgte ihre Habilitation an der Carl von Ossietzky Universität Oldenburg.
1988 bis 1997 lehrte sie an der Hochschule für Musik und Theater Hannover, anschließend an den Musikhochschulen Essen und Düsseldorf. 2001 bis 2004 erarbeitete sie das DFG-Forschungsprojekt „Sängerinnen und Sängerinnen-Bilder“ an der Hochschule für Musik Köln. 2005 war sie Stipendiatin des Sophie Drinker Instituts für Musikwissenschaftliche Frauen- und Geschlechterforschung Bremen und Privatdozentin an der Carl von Ossietzky Universität Oldenburg. 2006 wurde sie Professorin für Musikwissenschaft mit Schwerpunkt Genderforschung – Musik von Frauen am Musikwissenschaftlichen Seminar der Universität Paderborn und der Hochschule für Musik Detmold, ab 2006 war sie zehn Jahre Geschäftsführende Leiterin des Seminars. Seit 2016 leitet sie das DFG-Forschungsprojekt "Technologien des Singens" (gem. mit Malte Kob und Karin Martensen).
Die Forschungsschwerpunkte von Rebecca Grotjahn sind die Geschichte des Singens, musikwissenschaftliche Genderforschung, musikalische Alltagsgeschichte, Materielle und Digitale Musikkultur, Geschichte des Liedes, Clara und Robert Schumann, Johann Sebastian Bach. Sie ist Herausgeberin der „Beiträge zur Kulturgeschichte der Musik“ und Mitherausgebern der "Kompendien Musik".
Im Jahre 2020 erhielt Rebecca Grotjahn den mit 150.000 Euro dotierten Forschungspreis der Universität Paderborn.
Grotjahn wirkt in den Beiräten des Netzwerk Frauen- und Geschlechterforschung NRW und des von ihr mitbegründeten Jahrbuchs Musik und Gender mit. 2002 bis 2013 war sie Sprecherin der Fachgruppe Frauen- und Genderstudien in der Gesellschaft für Musikforschung.

## Auszeichnungen
- 2009 Preis für besondere Lehre der Fakultät für Kulturwissenschaften der Universität Paderborn.
- 2020 Forschungspreis der Universität Paderborn

## Schriften

### Bücher (Auswahl)
(Hrsg.) Das Geschlecht musikalischer Dinge, hrsg. von Rebecca Grotjahn, Sarah Schauberger, Johanna Imm und Nina Jaeschke, Hildesheim 2018 (= Jahrbuch Musik und Gender 11).
(Hrsg.) Diva – Die Inszenierung der übermenschlichen Frau. Interdisziplinäre Untersuchungen zu einem kulturellen Phänomen des 19. und 20. Jahrhunderts, hrsg. von Rebecca Grotjahn, Dörte Schmidt und Thomas Seedorf, Schliengen: Edition Argus 2011 (Forum Musikwissenschaft, Bd. 7).
(Hrsg.) Musik und Gender, hrsg. von Rebecca Grotjahn und Sabine Vogt unter Mitarbeit von Sarah Schauberger, Laaber: Laaber-Verlag 2010 (Kompendien Musik, Bd. 5)
(Hrsg.) Felsensprengerin, Brückenbauerin, Wegbereiterin: Die Komponistin Ethel Smyth. Rock Blaster, Bridge Builder, Road Paver: The Composer Ethel Smyth,hrsg. von Cornelia Bartsch, Rebecca Grotjahn und Melanie Unseld, München: Allitera 2010 (Beiträge zur Kulturgeschichte der Musik, Bd. 2).

### Aufsätze (Auswahl)
„Playing at Refinement. A Musicological Approach to Music, Gender and Class Around 1900“, in: German History 30 (2012), S. 395–411.
„Stimmbesitzer und Sängerdarsteller. Die Inszenierung des Singens auf der Musiktheater-Bühne“, in: Frankfurter Zeitschrift für Musikwissenschaft 14 (2011), S. 1–25
„‚Die Singstimmen scheiden sich ihrer Natur nach in zwei große Kategorien‘.Die Konstruktion des Stimmgeschlechts als historischer Prozess“, in: Puppen, Huren, Roboter. Körper der Moderne in der Musik 1900–1930, hrsg. von Sabine Meine und Katharina Hottmann, Schliengen: Edition Argus 2005, S. 34–57.